# 許燦
許燦（： Heo Chan，1995年12月14日—），是韓國男歌手及演员。曾是韓國男子團體VICTON的主舞、副唱。2016年11月9日，以首張迷你專輯《Voice To New World》、主打歌《I'm fine》出道。。MADTOWN前成員許俊為其親哥哥。

## 個人經歷
出道前
2014年5月進入A Cube，為VICTON成員中最早進入公司之練習生，也是此公司第一個男練習生。。2016年8月17日，Plan A娛樂在社群網站公開會有一組練習生組成的新團體「Plan A Boys」準備出道。，其後Mnet在8月30日播出《Me&7Men》（미.칠.남）第一集以介紹「Plan A Boys」的出道過程。次日（8月31日），並在許閣的歌曲《#紧张》（#떨려）首次亮相。
VICTON時期
2016年11月9日，作為男子組合VICTON主領舞，透過首張迷你專輯《Voice To New World》，以主打歌《I'm fine》出道。

## 音樂作品

### 音樂創作
韓國音樂著作權協會(KOMCA)
| 姓名 | 登記名字 | 編號     | 登記著作 |
| ---- | -------- | -------- | -------- |
| 許燦 | 허찬     | 10013325 | [ 9 ]    |

### 詞曲創作
| 日期          | 歌曲                           | 演唱者 | 作詞 | 作曲 | 備註       |
| ------------- | ------------------------------ | ------ | ---- | ---- | ---------- |
| 2016年11月9日 | What time is it now?           | VICTON |      |      |            |
| 2017年3月2日  | IN THE AIR                     | VICTON |      |      |            |
| 2017年5月28日 | 그냥나오면돼(JUST COME)        | VICTON |      |      | 未發行音源 |
| 2017年11月9日 | HAVE A GOODNIGHT（stage ver.） | VICTON |      |      |            |
| 2019年11月4日 | 想念的夜晚（그리운 밤）        | VICTON |      |      |            |
| 2020年3月9日  | All I Know                     | VICTON |      |      |            |
| 2021年1月11日 | Eyes on you                    | 許燦   |      |      |            |
| 2021年1月11日 | Carry on                       | 姜昇植 |      |      |            |

## 影視作品

### 綜藝節目
2017年
- MBC《二重唱歌謠祭》嘉賓（與崔秉燦，3月17日）
- SBS《DJ Show Triangle》嘉賓（與韓勝宇、林勢俊，6月25日）

2018年
- 1theK《DANCE WAR》嘉賓（BLUE 12，10月2日）
- JTBC《一起走吧》嘉賓（12月6日）

2020年
- MBC《神秘音樂秀：蒙面歌王》藝人陪審團（與鄭秀彬，3月22日、29日）
- 1theK Originals《Idol's Cuisine》嘉賓（與崔秉燦、鄭秀彬，7月30日、8月13日）
- MBC《神秘音樂秀：蒙面歌王》藝人陪審團（與林勢俊，9月20日、27日）
- MBC《神秘音樂秀：蒙面歌王》藝人陪審團（與鄭秀彬，11月29日、12月6日）
- MBC《神秘音樂秀：蒙面歌王》藝人陪審團（與林勢俊，12月13日、20日）
- MBC《神秘音樂秀：蒙面歌王》嘉賓（12月的奇蹟，12月27日）

2021年
- MBC《神秘音樂秀：蒙面歌王》參賽者（12月的奇蹟，1月3日）
- MBC《神秘音樂秀：蒙面歌王》藝人陪審團（與林勢俊，2月21日、28日)
- 아이돌《LiveIdol Live School》嘉賓（與林勢俊、鄭秀彬，5月12日、26日）
- KTV국민방송《和VICTON一起玩P4G問答》嘉賓（與林勢俊、鄭秀彬，5月24日）
- STUDIO HOOK《줍터뷰JUPTERVIEW》嘉賓（與韓勝宇，6月16日）
- MBC《神秘音樂秀：蒙面歌王》藝人陪審團（9月20日、27日、10月3日)
- 굿네이버스TV《照相館中的光老師》嘉賓（與姜昇植、林勢俊、都韓勢，9月24日）

### 廣播節目
2017年
- SBS Power FM《李國主的Young Street》嘉賓（與姜昇植、崔秉燦，4月10日）

2020年
- KBS Cool FM《鄭恩地的歌謠廣場》嘉賓（6月3日）

2021年
- Melon Radio《IDOL Party》嘉賓（與都韓勢、崔秉燦，1月11日、13日）
- Naver NOW.《踢被子》嘉賓（與崔秉燦，2月2日）
- Naver NOW.《踢被子》主持（與姜昇植，7月20日-9月28日）
- Naver NOW.《夜間工作室》嘉賓（與姜昇植，10月12日）

## 演出活動
| 日期          | 活動名稱                    | 舉行地點          | 備註                                           |
| ------------- | --------------------------- | ----------------- | ---------------------------------------------- |
| 2018年12月1日 | 《2018 Melon Music Awards》 | 首爾高尺 Sky dome | 以1theK Dance War Team's Special Stage身分參與 |

## 活動出席
- UL:KIN 2020 S/S SEOUL FASHION WEEK
- SETSETSET 2021 F/W SEOUL FASHION WEEK
- MODERNABLE 2022 S/S SEOUL FASHION WEEK

## 外部連結
- 許燦的新浪微博帳戶
- 許燦的官方Instagram帳戶

VICTON
- VICTON的官方網站（页面存档备份，存于）
- VICTON的官方Twitter（页面存档备份，存于）
- VICTON的官方Facebook（页面存档备份，存于）
- VICTON的官方Instagram（页面存档备份，存于）
- VICTON的官方Youtube（页面存档备份，存于）